# آن جه ووک
آن جه ووک (کره‌ای: 안재욱؛ زادهٔ ۱۲ سپتامبر ۱۹۷۱) یک خواننده، آهنگساز، هنرپیشه، و بازیگر سینما اهل کره جنوبی است. وی از سال ۱۹۹۴ میلادی تاکنون مشغول فعالیت بوده است.